# Business Navigator

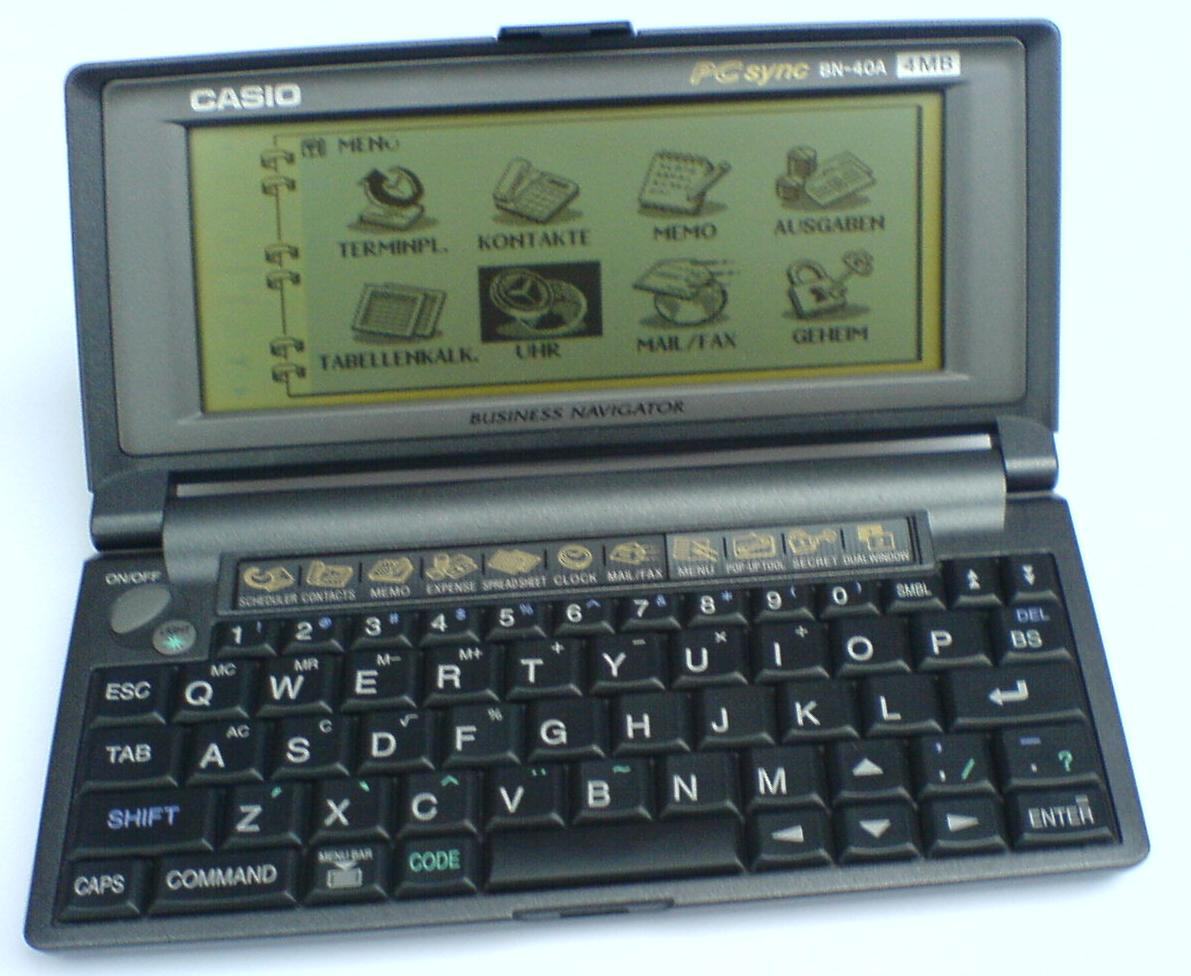
BN-40A

Der Business Navigator ist ein PDA des Herstellers Casio.
Der Business Navigator (BN) ist ein PDA gehobener Preisklasse, der mit einer umfangreichen PIM-Suite ausgestattet ist. So enthält das Betriebssystem einen Kalender, ein Adressbuch, einen Konten-Manager, eine Tabellenkalkulation, eine Weltzeituhr und eine Mail- und Fax-Programm. Für den Betrieb des Mail-/Fax-Programmes wird allerdings ein optionales Modem (BW-200) benötigt.
Die BN-Serie stand in Konkurrenz zu den PDAs des Herstellers Psion, denen das Design nachempfunden wurde. Allerdings ist das Betriebssystem des BN nicht durch eigene Applikationen erweiterbar, weshalb er nicht eine Popularität wie seine Nachfolgemodelle, die touchscreenbasierten Pocket Viewer, erreichen konnte.

## Grundlegende Eigenschaften
- Display: Monochromes Display mit 319 × 160 Pixeln
- Tastatur: QUERTY
- EL-Hintergrundbeleuchtung (ausgenommen BN-10)
- Stromversorgung: 2 AA-Rundzellen oder 7V-Netzteil
- Schnittstelle: RS-232

## Modellübersicht
| Modelle     | Jahr | Speicherplatz | Zusätzliche Features                     |
| ----------- | ---- | ------------- | ---------------------------------------- |
| BN-10 BN-20 | 1998 | 1 MB 2 MB     |                                          |
| BN-40A      | 1998 | 4 MB          | Verbesserte Tastatur mit größeren Tasten |